# Bandar-e Mahshahr
Bandar-e Mahshahr (persiska: بندرماهشهر) är en stad i västra Iran. Den ligger i provinsen Khuzestan och har cirka 160 000 invånare. Staden är administrativt centrum för delprovinsen (shahrestan) Bandar-e Mahshahr.